# ETA (piosenka NewJeans)
ETA – piosenka południowokoreańskiej grupy NewJeans, wydana przez ADOR 21 lipca 2023 roku. Jest jednym z trzech singli pochodzących z drugiego minialbumu zespołu zatytułowanego Get Up, obok utworów „Super Shy” i „Cool with You”. „ETA” została napisana przez Beenzino, Gigi i Ylvę Dimberg, natomiast za kompozycję odpowiadali 250 i Dimberg. Do piosenki powstał teledysk, który został stworzony we współpracy z firmą Apple i nakręcony w Barcelonie, w całości za pomocą iPhone'a 14 Pro.

## Historia wydania
NewJeans po raz pierwszy zaprezentowałY utwór „ETA” podczas swojego koncertu fanów o nazwie Bunnies Camp w Seulu, który odbył się 1-2 lipca 2023 roku. „ETA”, co oznacza „szacowany czas przybycia”, to energetyczny utwór w stylu Baltimore club, wykorzystujący funkowe, nierówne dźwięki rogatek oraz szybkie, pulsujące przerwy perkusyjne, jednocześnie utrzymany w „łagodnej” melodii.

## Teledysk
Teledysk do utworu „ETA” został udostępniony wraz z premierą Get Up. Współpraca z firmą Apple zaowocowała wizualizacją zrealizowaną w całości przy użyciu iPhone'a 14 Pro i nagraną w Barcelonie, w tym samym miejscu, gdzie powstał teledysk do piosenki „Cool with You”. Teledysk przedstawia NewJeans na imprezie przy basenie, gdzie odkrywa, że chłopak jej przyjaciółki zdradza ją. Ku końcowi klipu, chłopak wraz z nowo znalezioną kochanką zostaje wciśnięty do bagażnika samochodu.

## Personel
Zaadaptowane z Melon.
- NewJeans – wokal

- Beenzino (Lim Sung-bin) – autor tekstów
- Gigi (Kim Hyun-ji) – autorka tekstów
- Ylva Dimberg – autorka tekstów, kompozytorka
- 250 (Lee Ho-hyung) – kompozytor, instrumentalista

## Notowania
| Lista                                   | Najwyższa pozycja | Źr.    |
| --------------------------------------- | ----------------- | ------ |
| Australia (ARIA)                        | 34                | [ 10 ] |
| Canada (Canadian Hot 100)               | 48                | [ 11 ] |
| Global 200 (Billboard)                  | 12                | [ 12 ] |
| Hong Kong (Billboard)                   | 3                 | [ 13 ] |
| Indonesia (Billboard)                   | 23                | [ 14 ] |
| Japan (Japan Hot 100)                   | 11                | [ 15 ] |
| Japan Combined Singles (Oricon)         | 13                | [ 16 ] |
| Malaysia (Billboard)                    | 5                 | [ 17 ] |
| New Zealand (RMNZ)                      | 36                | [ 18 ] |
| Philippines (Billboard)                 | 24                | [ 19 ] |
| Singapore (RIAS)                        | 3                 | [ 20 ] |
| South Korea (Circle)                    | 2                 | [ 21 ] |
| South Korea (Billboard)                 | 3                 | [ 22 ] |
| Taiwan (Billboard)                      | 5                 | [ 23 ] |
| UK Indie (OCC)                          | 44                | [ 24 ] |
| US Billboard Hot 100                    | 81                | [ 25 ] |
| US World Digital Song Sales (Billboard) | 5                 | [ 26 ] |
| Vietnam (Vietnam Hot 100)               | 11                | [ 27 ] |